# Павлевци
Павлевци (болг. Павлевци) — село в Болгарии. Находится в Северо-центральном районе Болгарии, входит в общину Трявна Габровской области. Расположено в 185 километрах на северо-запад от Софии.

## Политическая ситуация
Павлевци подчиняется непосредственно общине и не имеет своего кмета.
Кмет (мэр) общины Трявна — Драгомир Иванов Николов (независимый) по результатам выборов в правление общины.